# 153 (число)
153 (Сто п'ятдеся́т три) — натуральне число між 152 та 154.

## У математиці
- 153 — 17-е трикутне число.
- Є «числом Армстронга»:  153 = 1³ +5³ +3³ .
- 153 — непарне тризначне число.
- Сума цифр цього числа — 9
- Добуток цифр цього числа — 15
- Квадрат числа 153 — 23 409

## В інших галузях
- 153 рік.
- 153 до н. е.
- (153) Хільда — один з найбільших астероїдів головного поясу.
- Герб Республіки Комі зареєстровано за номером 153.

## Посиланн я
- Grant, Robert M. (1949). "One Hundred Fifty-Three Large Fish (John 21:11)". Harvard Theological Review. 42 (4): 273–275. doi:10.1017/S0017816000024329. JSTOR 1508507.
- The Number 153 at The Database of Number Correlations